# Fleuve Sainte-Croix
Pour les articles homonymes, voir Sainte-Croix.
Le fleuve Sainte-Croix est un fleuve formant une frontière naturelle entre l'État américain du Maine et la province canadienne du Nouveau-Brunswick. Il prend sa source dans les Lacs Chiputneticook. Il s'écoule sur 114 km en direction sud-sud-est pour se jeter dans l'océan Atlantique par la baie de Passamaquoddy tributaire de la baie de Fundy.

## Toponymie
Les Amérindiens l'appelaient Makumagwik, ce qui signifie rivière aux gros poissons. Champlain lui donna le nom Sainte-Croix, par allusion à la confluence en forme de croix que fait le fleuve avec la rivière Waweig et la baie Oak.

## Histoire
L'habitation Sainte-Croix est fondée en 1604 par Pierre Dugua de Mons sur l'île éponyme, près de l'embouchure du fleuve, en faisant la fondation officielle de l'Acadie.
Un attentat a été perpétré le 2 février 1915 par l'allemand Werner Horn, officier de réserve, détruisant partiellement le pont du chemin de fer international de Sainte-Croix-Vanceboro (Nouveau-Brunswick), afin d'interrompre le passage de munitions canadiennes aux États-Unis à destination de l'Angleterre.
Depuis 1991, la rivière Sainte-Croix est inscrite au réseau des rivières du patrimoine canadien.